# طواف سانتوس للسيدات 2024
طواف سانتوس للسيدات 2024 (بالإنجليزية: 2024 Women's Tour Down Under)‏ هو سباق دراجات هوائية، وهو الموسم السادس عشر من طواف سانتوس للسيدات ‏، وأقيم خلال الفترة من 12 يناير 2024، وحتى 14 يناير 2024 ضمن سباقات طواف العالم للدراجات للسيدات 2024، وشارك فيه  93 متسابقاً ووصل إلى نهايته  85 متسابقاً.
فاز بالمركز الأول Sarah Gigante ‏، وفاز بالمركز الثاني وفي ترتيب النقاط للشباب Nienke Vinke ‏، وفاز بالمركز الثالث Neve Bradbury ‏، وفاز في تصنيف الجبال Katia Ragusa ‏، وفاز في تصنيف السرعة صوفيا بيرتيزولو.

## الفرق
| فرق سيدات عالمية (9)- إن إكس تي جي ريسينغ ‏ - كانيون–إس آر إيه إم ريسينغ 2024 ‏ - FDJ–Suez ‏ - رالي سايكلنج 2024 ‏ - Lidl–Trek (women's team) ‏ - Liv AlUla Jayco ‏ - جامبو فيسما للسيدات ‏ - فريق سنويب للسيدات ‏ - يو أي أيه تيم 2024 ‏ فرق دراجات قارية سيدات (6)- Team BridgeLane ‏ - Ara-Skip Capital‏ - دروبز ‏ - St. Michel–Preference Home–Auber93 (women's team) ‏ - تيم كوب هايتك بوردكتس ‏ - طشقند سيتي 2024 ‏ فريق وطني- فريق أستراليا لركوب الدراجات للسيدات‏ |  |
| |  |

## المراحل
| قائمة المراحل | قائمة المراحل | قائمة المراحل                                               | قائمة المراحل | قائمة المراحل | قائمة المراحل       | قائمة المراحل       |
| المرحلة       | التاريخ       | الدورة                                                      |               | المسافة (كم)  | الفائز بالمرحلة     | القائد العام        |
| ------------- | ------------- | ----------------------------------------------------------- | ------------- | ------------- | ------------------- | ------------------- |
| المرحلة 1     | 12 يناير      | Hahndorf, South Australia ‏ – Campbelltown, South Australia ‏ | مرحلة مستوية  | 93٫9          | Ally Wollaston ‏     | Ally Wollaston ‏     |
| المرحلة 2     | 13 يناير      | Glenelg, South Australia ‏ – Stirling, South Australia ‏      | مرحلة التلال  | 104٫2         | سيسيلي أوتوب لودفيغ | سيسيلي أوتوب لودفيغ |
| المرحلة 3     | 14 يناير      | أديلايد – ويلونغا هيل ‏                                      | مرحلة التلال  | 93٫4          | Sarah Gigante ‏      | Sarah Gigante ‏      |

## النتيجة

### مرحلة 1
هي مرحلة مستوية، أقيمت في 12 يناير 2024، وامتدّت لمسافة 93.9 كيلومتر. فاز بالمركز الأول، وتصدر ترتيب السرعة والترتيب العام في نهاية المرحلة Ally Wollaston ‏، وتصدر ترتيب التسلق Katia Ragusa ‏، وتصدر ترتيب النقاط للشباب Kristýna Burlová ‏، وتصدر ترتيب الفرق 2024 Lifeplus Wahoo ‏.
| التصنيف العام         | التصنيف العام        | التصنيف العام          | التصنيف العام | التصنيف العام |
| العداء                | العداء               | الفريق                 | الوقت         |               |
| --------------------- | -------------------- | ---------------------- | ------------- | ------------- |
| 1                     | Ally Wollaston ‏      | إن إكس تي جي ريسينغ ‏   | 2 س 32 د 27 ث |               |
| 2                     | جورجيا بيكر          | Liv AlUla Jayco ‏       | + 2 ث         |               |
| 3                     | صوفيا بيرتيزولو      | يو أي أيه تيم ‏         | + 6 ث         |               |
| 4                     | Ruby Roseman-Gannon ‏ | Liv AlUla Jayco ‏       | + 7 ث         |               |
| 5                     | Katia Ragusa ‏        | رالي سايكلنج ‏          | + 7 ث         |               |
| 6                     | India Grangier ‏      | تيم كوب هايتك بوردكتس ‏ | + 8 ث         |               |
| 7                     | Dominika Włodarczyk ‏ | يو أي أيه تيم ‏         | + 9 ث         |               |
| 8                     | Matilda Raynolds‏     | Team BridgeLane ‏       | + 9 ث         |               |
| 9                     | Kristýna Burlová ‏    | دروبز ‏                 | + 10 ث        |               |
| 10                    | غلاديس فيرهلست ‏      | FDJ–Suez ‏              | + 10 ث        |               |
|                       |                      |                        |               |               |
| مصدر: ProCyclingStats |                      |                        |               |               |

### مرحلة 2
هي مرحلة جبلية، أقيمت في 13 يناير 2024، وامتدّت لمسافة 104.2 كيلومتر. فاز بالمركز الأول، وتصدر الترتيب العام في نهاية المرحلة سيسيلي أوتوب لودفيغ، وتصدر ترتيب النقاط للشباب Francesca Barale ‏، وتصدر ترتيب السرعة صوفيا بيرتيزولو، وتصدر ترتيب الفرق يو أي أيه تيم 2024 ‏، وتصدر ترتيب التسلق Katia Ragusa ‏.
| التصنيف العام         | التصنيف العام        | التصنيف العام             | التصنيف العام | التصنيف العام |
| العداء                | العداء               | الفريق                    | الوقت         |               |
| --------------------- | -------------------- | ------------------------- | ------------- | ------------- |
| 1                     | سيسيلي أوتوب لودفيغ  | FDJ–Suez ‏                 | 5 س 26 د 55 ث |               |
| 2                     | صوفيا بيرتيزولو      | يو أي أيه تيم ‏            | + 2 ث         |               |
| 3                     | Ruby Roseman-Gannon ‏ | Liv AlUla Jayco ‏          | + 3 ث         |               |
| 4                     | Dominika Włodarczyk ‏ | يو أي أيه تيم ‏            | + 3 ث         |               |
| 5                     | ثريا بالادين         | كانيون–إس آر إيه إم ‏      | + 4 ث         |               |
| 6                     | India Grangier ‏      | تيم كوب هايتك بوردكتس ‏    | + 8 ث         |               |
| 7                     | Francesca Barale ‏    | فريق سنويب للسيدات ‏       | + 10 ث        |               |
| 8                     | أماندا سبرات         | Lidl–Trek (women's team) ‏ | + 10 ث        |               |
| 9                     | Lieke Nooijen ‏       | جامبو فيسما للسيدات ‏      | + 10 ث        |               |
| 10                    | Nienke Vinke ‏        | فريق سنويب للسيدات ‏       | + 10 ث        |               |
|                       |                      |                           |               |               |
| مصدر: ProCyclingStats |                      |                           |               |               |

### مرحلة 3
هي مرحلة جبلية، أقيمت في 14 يناير 2024، وامتدّت لمسافة 93.4 كيلومتر. فاز بالمركز الأول، وتصدر الترتيب العام في نهاية المرحلة Sarah Gigante ‏، وتصدر ترتيب التسلق Katia Ragusa ‏، وتصدر ترتيب السرعة صوفيا بيرتيزولو، وتصدر ترتيب الفرق 2024 Team dsm–firmenich PostNL (men's team) season ‏، وتصدر ترتيب النقاط للشباب Nienke Vinke ‏.
| التصنيف العام         | التصنيف العام        | التصنيف العام                                      | التصنيف العام | التصنيف العام |
| العداء                | العداء               | الفريق                                             | الوقت         |               |
| --------------------- | -------------------- | -------------------------------------------------- | ------------- | ------------- |
| 1                     | Sarah Gigante ‏       | إن إكس تي جي ريسينغ ‏                               | 7 س 57 د 33 ث |               |
| 2                     | Nienke Vinke ‏        | فريق سنويب للسيدات ‏                                | + 20 ث        |               |
| 3                     | Neve Bradbury ‏       | كانيون–إس آر إيه إم ‏                               | + 33 ث        |               |
| 4                     | أماندا سبرات         | Lidl–Trek (women's team) ‏                          | + 37 ث        |               |
| 5                     | Dominika Włodarczyk ‏ | يو أي أيه تيم ‏                                     | + 44 ث        |               |
| 6                     | Victorie Guilman ‏    | St. Michel–Preference Home–Auber93 (women's team) ‏ | + 57 ث        |               |
| 7                     | Ella Wyllie ‏         | Liv AlUla Jayco ‏                                   | + 57 ث        |               |
| 8                     | Julie Van de Velde ‏  | إن إكس تي جي ريسينغ ‏                               | + 57 ث        |               |
| 9                     | سيسيلي أوتوب لودفيغ  | FDJ–Suez ‏                                          | + 1 د 02 ث    |               |
| 10                    | Nicole Frain ‏        | فريق أستراليا لركوب الدراجات للسيدات‏               | + 1 د 02 ث    |               |
|                       |                      |                                                    |               |               |
| مصدر: ProCyclingStats |                      |                                                    |               |               |

## المشاركون
| FDJ–Suez ‏ FST | FDJ–Suez ‏ FST       | FDJ–Suez ‏ FST |
| ------------- | ------------------- | ------------- |
| م             | عداء                | مرتبة         |
| 1             | غريس براون          | 42            |
| 2             | Nina Buijsman ‏      | 45            |
| 3             | Coralie Demay ‏      | 71            |
| 4             | سيسيلي أوتوب لودفيغ | 9             |
| 5             | Évita Muzic ‏        | 22            |
| 6             | غلاديس فيرهلست ‏     | 62            |

| Lidl–Trek (women's team) ‏ LTK | Lidl–Trek (women's team) ‏ LTK | Lidl–Trek (women's team) ‏ LTK |
| ----------------------------- | ----------------------------- | ----------------------------- |
| م                             | عداء                          | مرتبة                         |
| 11                            | أماندا سبرات                  | 4                             |
| 12                            | برودي شابمان                  | 24                            |
| 13                            | Lauretta Hanson ‏              | 31                            |
| 14                            | Ilaria Sanguineti ‏            | 69                            |
| 15                            | Elynor Bäckstedt ‏             | 76                            |
| 16                            | Felicity Wilson-Haffenden ‏    | 84                            |

| Liv AlUla Jayco ‏ LAJ | Liv AlUla Jayco ‏ LAJ | Liv AlUla Jayco ‏ LAJ |
| -------------------- | -------------------- | -------------------- |
| م                    | عداء                 | مرتبة                |
| 21                   | Alexandra Manly ‏     | 39                   |
| 22                   | Amber Pate ‏          | 37                   |
| 23                   | Ella Wyllie ‏         | 7                    |
| 24                   | جورجيا بيكر          | 47                   |
| 25                   | Georgie Howe ‏        | 49                   |
| 26                   | Ruby Roseman-Gannon ‏ | 14                   |

| رالي سايكلنج ‏ HPH | رالي سايكلنج ‏ HPH    | رالي سايكلنج ‏ HPH |
| ----------------- | -------------------- | ----------------- |
| م                 | عداء                 | مرتبة             |
| 31                | Audrey Cordon-Ragot  | 78                |
| 32                | روث ويندر            | 16                |
| 33                | ليلي وليامز          | 63                |
| 34                | Henrietta Christie ‏  | لم يبدأ-2         |
| 35                | Katia Ragusa ‏        | 40                |
| 36                | كريستابل دوبيل هيكوك | 55                |

| كانيون–إس آر إيه إم ‏ CSR | كانيون–إس آر إيه إم ‏ CSR | كانيون–إس آر إيه إم ‏ CSR |
| ------------------------ | ------------------------ | ------------------------ |
| م                        | عداء                     | مرتبة                    |
| 41                       | Neve Bradbury ‏           | 3                        |
| 42                       | تيفاني كرومويل           | 34                       |
| 43                       | Alex Morrice ‏            | 73                       |
| 44                       | ثريا بالادين             | 17                       |
| 45                       | Alice Towers ‏            | 20                       |

| جامبو فيسما للسيدات ‏ TVL | جامبو فيسما للسيدات ‏ TVL | جامبو فيسما للسيدات ‏ TVL |
| ------------------------ | ------------------------ | ------------------------ |
| م                        | عداء                     | مرتبة                    |
| 51                       | Linda Riedmann ‏          | 52                       |
| 52                       | Maud Oudeman ‏            | 12                       |
| 53                       | Rosita Reijnhout ‏        | 13                       |
| 54                       | Nienke Veenhoven ‏        | 72                       |
| 55                       | Mijntje Geurts ‏          | 75                       |
| 56                       | Lieke Nooijen ‏           | 29                       |

| يو أي أيه تيم ‏ UAD | يو أي أيه تيم ‏ UAD   | يو أي أيه تيم ‏ UAD |
| ------------------ | -------------------- | ------------------ |
| م                  | عداء                 | مرتبة              |
| 61                 | صفية الصايغ          | لم يكمل السباق-2   |
| 62                 | صوفيا بيرتيزولو      | 26                 |
| 63                 | يوجينة بوجاك         | 30                 |
| 64                 | Anastasia Carbonari ‏ | 74                 |
| 65                 | Mikayla Harvey ‏      | 25                 |
| 66                 | Dominika Włodarczyk ‏ | 5                  |

| إن إكس تي جي ريسينغ ‏ AGS | إن إكس تي جي ريسينغ ‏ AGS | إن إكس تي جي ريسينغ ‏ AGS |
| ------------------------ | ------------------------ | ------------------------ |
| م                        | عداء                     | مرتبة                    |
| 71                       | Sarah Gigante ‏           | 1                        |
| 72                       | كيمبرلي لي كورت          | 32                       |
| 73                       | Anya Louw ‏               | 56                       |
| 74                       | Gaia Masetti ‏            | 48                       |
| 75                       | Julie Van de Velde ‏      | 8                        |
| 76                       | Ally Wollaston ‏          | 46                       |

| فريق سنويب للسيدات ‏ DFP | فريق سنويب للسيدات ‏ DFP | فريق سنويب للسيدات ‏ DFP |
| ----------------------- | ----------------------- | ----------------------- |
| م                       | عداء                    | مرتبة                   |
| 81                      | Maeve Plouffe ‏          | لم يكمل السباق-2        |
| 82                      | Francesca Barale ‏       | 11                      |
| 83                      | Eleonora Ciabocco ‏      | 58                      |
| 84                      | Abi Smith ‏              | 27                      |
| 85                      | فرانشيسكا كوش ‏          | 51                      |
| 86                      | Nienke Vinke ‏           | 2                       |

| تيم كوب هايتك بوردكتس ‏ HPU | تيم كوب هايتك بوردكتس ‏ HPU | تيم كوب هايتك بوردكتس ‏ HPU |
| -------------------------- | -------------------------- | -------------------------- |
| م                          | عداء                       | مرتبة                      |
| 91                         | Camilla Rånes Bye‏          | لم يكمل السباق-2           |
| 92                         | Stine Dale ‏                | 81                         |
| 93                         | India Grangier ‏            | 21                         |
| 94                         | Stina Kagevi ‏              | 54                         |
| 95                         | NOR                        | 61                         |

| Team BridgeLane ‏ TBL | Team BridgeLane ‏ TBL | Team BridgeLane ‏ TBL |
| -------------------- | -------------------- | -------------------- |
| م                    | عداء                 | مرتبة                |
| 101                  | Amanda Poulsen ‏      | 79                   |
| 102                  | Haylee Fuller‏        | 64                   |
| 103                  | Matilda Raynolds‏     | 36                   |
| 104                  | Talia Appleton‏       | 77                   |
| 105                  | Gina Ricardo‏         | 59                   |
| 106                  | Lillee Pollock‏       | 65                   |

| Ara-Skip Capital‏ ARA | Ara-Skip Capital‏ ARA | Ara-Skip Capital‏ ARA |
| -------------------- | -------------------- | -------------------- |
| م                    | عداء                 | مرتبة                |
| 111                  | Sophie Edwards ‏      | 35                   |
| 112                  | Sophie Marr‏          | 38                   |
| 113                  | Keira Will‏           | 82                   |
| 114                  | Lucie Fityus‏         | 41                   |
| 115                  | Alli Anderson‏        | لم يكمل السباق-2     |
| 116                  | Ella Simpson‏         | 18                   |

| فريق أستراليا لركوب الدراجات للسيدات‏ AUS | فريق أستراليا لركوب الدراجات للسيدات‏ AUS | فريق أستراليا لركوب الدراجات للسيدات‏ AUS |
| ---------------------------------------- | ---------------------------------------- | ---------------------------------------- |
| م                                        | عداء                                     | مرتبة                                    |
| 121                                      | سارة روي                                 | 44                                       |
| 122                                      | Nicole Frain ‏                            | 10                                       |
| 123                                      | Elizabeth Stannard ‏                      | 28                                       |
| 124                                      | Darcie Richards‏                          | 85                                       |
| 125                                      | Emily Watts ‏                             | 23                                       |

| St. Michel–Preference Home–Auber93 (women's team) ‏ AUB | St. Michel–Preference Home–Auber93 (women's team) ‏ AUB | St. Michel–Preference Home–Auber93 (women's team) ‏ AUB |
| ------------------------------------------------------ | ------------------------------------------------------ | ------------------------------------------------------ |
| م                                                      | عداء                                                   | مرتبة                                                  |
| 131                                                    | Alison Avoine ‏                                         | 68                                                     |
| 132                                                    | Marion Bunel ‏                                          | 15                                                     |
| 133                                                    | روكسان فورنييه                                         | 67                                                     |
| 134                                                    | Victorie Guilman ‏                                      | 6                                                      |
| 135                                                    | Dilyxine Miermont ‏                                     | 57                                                     |
| 136                                                    | Elyne Roussel ‏                                         | 70                                                     |

| دروبز ‏ LPW | دروبز ‏ LPW                 | دروبز ‏ LPW       |
| ---------- | -------------------------- | ---------------- |
| م          | عداء                       | مرتبة            |
| 141        | هايدي فرانز                | 19               |
| 142        | Kaja Rysz ‏                 | 50               |
| 143        | Karin Söderqvist ‏          | 43               |
| 144        | أليسيا غونزاليس بلانكو     | 60               |
| 145        | Kate Richardson (cyclist) ‏ | 66               |
| 146        | Kristýna Burlová ‏          | لم يكمل السباق-2 |

| Tashkent City Women Professional Cycling Team ‏ TCW | Tashkent City Women Professional Cycling Team ‏ TCW | Tashkent City Women Professional Cycling Team ‏ TCW |
| -------------------------------------------------- | -------------------------------------------------- | -------------------------------------------------- |
| م                                                  | عداء                                               | مرتبة                                              |
| 151                                                | أولغا زابيلينسكايا                                 | 33                                                 |
| 152                                                | Yanina Kuskova ‏                                    | 53                                                 |
| 153                                                | Madina Kakhkhorova‏                                 | 83                                                 |
| 154                                                | Margarita Misyurina‏                                | 80                                                 |
| 155                                                | Sofiya Karimova‏                                    | لم يكمل السباق-2                                   |
| 156                                                | Nafosat Kozieva‏                                    | لم يكمل السباق-2                                   |

| FDJ–Suez ‏ FST | FDJ–Suez ‏ FST       | FDJ–Suez ‏ FST |
| ------------- | ------------------- | ------------- |
| م             | عداء                | مرتبة         |
| 1             | غريس براون          | 42            |
| 2             | Nina Buijsman ‏      | 45            |
| 3             | Coralie Demay ‏      | 71            |
| 4             | سيسيلي أوتوب لودفيغ | 9             |
| 5             | Évita Muzic ‏        | 22            |
| 6             | غلاديس فيرهلست ‏     | 62            |

| Lidl–Trek (women's team) ‏ LTK | Lidl–Trek (women's team) ‏ LTK | Lidl–Trek (women's team) ‏ LTK |
| ----------------------------- | ----------------------------- | ----------------------------- |
| م                             | عداء                          | مرتبة                         |
| 11                            | أماندا سبرات                  | 4                             |
| 12                            | برودي شابمان                  | 24                            |
| 13                            | Lauretta Hanson ‏              | 31                            |
| 14                            | Ilaria Sanguineti ‏            | 69                            |
| 15                            | Elynor Bäckstedt ‏             | 76                            |
| 16                            | Felicity Wilson-Haffenden ‏    | 84                            |

| Liv AlUla Jayco ‏ LAJ | Liv AlUla Jayco ‏ LAJ | Liv AlUla Jayco ‏ LAJ |
| -------------------- | -------------------- | -------------------- |
| م                    | عداء                 | مرتبة                |
| 21                   | Alexandra Manly ‏     | 39                   |
| 22                   | Amber Pate ‏          | 37                   |
| 23                   | Ella Wyllie ‏         | 7                    |
| 24                   | جورجيا بيكر          | 47                   |
| 25                   | Georgie Howe ‏        | 49                   |
| 26                   | Ruby Roseman-Gannon ‏ | 14                   |

| رالي سايكلنج ‏ HPH | رالي سايكلنج ‏ HPH    | رالي سايكلنج ‏ HPH |
| ----------------- | -------------------- | ----------------- |
| م                 | عداء                 | مرتبة             |
| 31                | Audrey Cordon-Ragot  | 78                |
| 32                | روث ويندر            | 16                |
| 33                | ليلي وليامز          | 63                |
| 34                | Henrietta Christie ‏  | لم يبدأ-2         |
| 35                | Katia Ragusa ‏        | 40                |
| 36                | كريستابل دوبيل هيكوك | 55                |

| كانيون–إس آر إيه إم ‏ CSR | كانيون–إس آر إيه إم ‏ CSR | كانيون–إس آر إيه إم ‏ CSR |
| ------------------------ | ------------------------ | ------------------------ |
| م                        | عداء                     | مرتبة                    |
| 41                       | Neve Bradbury ‏           | 3                        |
| 42                       | تيفاني كرومويل           | 34                       |
| 43                       | Alex Morrice ‏            | 73                       |
| 44                       | ثريا بالادين             | 17                       |
| 45                       | Alice Towers ‏            | 20                       |

| جامبو فيسما للسيدات ‏ TVL | جامبو فيسما للسيدات ‏ TVL | جامبو فيسما للسيدات ‏ TVL |
| ------------------------ | ------------------------ | ------------------------ |
| م                        | عداء                     | مرتبة                    |
| 51                       | Linda Riedmann ‏          | 52                       |
| 52                       | Maud Oudeman ‏            | 12                       |
| 53                       | Rosita Reijnhout ‏        | 13                       |
| 54                       | Nienke Veenhoven ‏        | 72                       |
| 55                       | Mijntje Geurts ‏          | 75                       |
| 56                       | Lieke Nooijen ‏           | 29                       |

| يو أي أيه تيم ‏ UAD | يو أي أيه تيم ‏ UAD   | يو أي أيه تيم ‏ UAD |
| ------------------ | -------------------- | ------------------ |
| م                  | عداء                 | مرتبة              |
| 61                 | صفية الصايغ          | لم يكمل السباق-2   |
| 62                 | صوفيا بيرتيزولو      | 26                 |
| 63                 | يوجينة بوجاك         | 30                 |
| 64                 | Anastasia Carbonari ‏ | 74                 |
| 65                 | Mikayla Harvey ‏      | 25                 |
| 66                 | Dominika Włodarczyk ‏ | 5                  |

| إن إكس تي جي ريسينغ ‏ AGS | إن إكس تي جي ريسينغ ‏ AGS | إن إكس تي جي ريسينغ ‏ AGS |
| ------------------------ | ------------------------ | ------------------------ |
| م                        | عداء                     | مرتبة                    |
| 71                       | Sarah Gigante ‏           | 1                        |
| 72                       | كيمبرلي لي كورت          | 32                       |
| 73                       | Anya Louw ‏               | 56                       |
| 74                       | Gaia Masetti ‏            | 48                       |
| 75                       | Julie Van de Velde ‏      | 8                        |
| 76                       | Ally Wollaston ‏          | 46                       |

| فريق سنويب للسيدات ‏ DFP | فريق سنويب للسيدات ‏ DFP | فريق سنويب للسيدات ‏ DFP |
| ----------------------- | ----------------------- | ----------------------- |
| م                       | عداء                    | مرتبة                   |
| 81                      | Maeve Plouffe ‏          | لم يكمل السباق-2        |
| 82                      | Francesca Barale ‏       | 11                      |
| 83                      | Eleonora Ciabocco ‏      | 58                      |
| 84                      | Abi Smith ‏              | 27                      |
| 85                      | فرانشيسكا كوش ‏          | 51                      |
| 86                      | Nienke Vinke ‏           | 2                       |

| تيم كوب هايتك بوردكتس ‏ HPU | تيم كوب هايتك بوردكتس ‏ HPU | تيم كوب هايتك بوردكتس ‏ HPU |
| -------------------------- | -------------------------- | -------------------------- |
| م                          | عداء                       | مرتبة                      |
| 91                         | Camilla Rånes Bye‏          | لم يكمل السباق-2           |
| 92                         | Stine Dale ‏                | 81                         |
| 93                         | India Grangier ‏            | 21                         |
| 94                         | Stina Kagevi ‏              | 54                         |
| 95                         | NOR                        | 61                         |

| Team BridgeLane ‏ TBL | Team BridgeLane ‏ TBL | Team BridgeLane ‏ TBL |
| -------------------- | -------------------- | -------------------- |
| م                    | عداء                 | مرتبة                |
| 101                  | Amanda Poulsen ‏      | 79                   |
| 102                  | Haylee Fuller‏        | 64                   |
| 103                  | Matilda Raynolds‏     | 36                   |
| 104                  | Talia Appleton‏       | 77                   |
| 105                  | Gina Ricardo‏         | 59                   |
| 106                  | Lillee Pollock‏       | 65                   |

| Ara-Skip Capital‏ ARA | Ara-Skip Capital‏ ARA | Ara-Skip Capital‏ ARA |
| -------------------- | -------------------- | -------------------- |
| م                    | عداء                 | مرتبة                |
| 111                  | Sophie Edwards ‏      | 35                   |
| 112                  | Sophie Marr‏          | 38                   |
| 113                  | Keira Will‏           | 82                   |
| 114                  | Lucie Fityus‏         | 41                   |
| 115                  | Alli Anderson‏        | لم يكمل السباق-2     |
| 116                  | Ella Simpson‏         | 18                   |

| فريق أستراليا لركوب الدراجات للسيدات‏ AUS | فريق أستراليا لركوب الدراجات للسيدات‏ AUS | فريق أستراليا لركوب الدراجات للسيدات‏ AUS |
| ---------------------------------------- | ---------------------------------------- | ---------------------------------------- |
| م                                        | عداء                                     | مرتبة                                    |
| 121                                      | سارة روي                                 | 44                                       |
| 122                                      | Nicole Frain ‏                            | 10                                       |
| 123                                      | Elizabeth Stannard ‏                      | 28                                       |
| 124                                      | Darcie Richards‏                          | 85                                       |
| 125                                      | Emily Watts ‏                             | 23                                       |

| St. Michel–Preference Home–Auber93 (women's team) ‏ AUB | St. Michel–Preference Home–Auber93 (women's team) ‏ AUB | St. Michel–Preference Home–Auber93 (women's team) ‏ AUB |
| ------------------------------------------------------ | ------------------------------------------------------ | ------------------------------------------------------ |
| م                                                      | عداء                                                   | مرتبة                                                  |
| 131                                                    | Alison Avoine ‏                                         | 68                                                     |
| 132                                                    | Marion Bunel ‏                                          | 15                                                     |
| 133                                                    | روكسان فورنييه                                         | 67                                                     |
| 134                                                    | Victorie Guilman ‏                                      | 6                                                      |
| 135                                                    | Dilyxine Miermont ‏                                     | 57                                                     |
| 136                                                    | Elyne Roussel ‏                                         | 70                                                     |

| دروبز ‏ LPW | دروبز ‏ LPW                 | دروبز ‏ LPW       |
| ---------- | -------------------------- | ---------------- |
| م          | عداء                       | مرتبة            |
| 141        | هايدي فرانز                | 19               |
| 142        | Kaja Rysz ‏                 | 50               |
| 143        | Karin Söderqvist ‏          | 43               |
| 144        | أليسيا غونزاليس بلانكو     | 60               |
| 145        | Kate Richardson (cyclist) ‏ | 66               |
| 146        | Kristýna Burlová ‏          | لم يكمل السباق-2 |

| Tashkent City Women Professional Cycling Team ‏ TCW | Tashkent City Women Professional Cycling Team ‏ TCW | Tashkent City Women Professional Cycling Team ‏ TCW |
| -------------------------------------------------- | -------------------------------------------------- | -------------------------------------------------- |
| م                                                  | عداء                                               | مرتبة                                              |
| 151                                                | أولغا زابيلينسكايا                                 | 33                                                 |
| 152                                                | Yanina Kuskova ‏                                    | 53                                                 |
| 153                                                | Madina Kakhkhorova‏                                 | 83                                                 |
| 154                                                | Margarita Misyurina‏                                | 80                                                 |
| 155                                                | Sofiya Karimova‏                                    | لم يكمل السباق-2                                   |
| 156                                                | Nafosat Kozieva‏                                    | لم يكمل السباق-2                                   |

## التصنيف العام النهائي
| التصنيف العام         | التصنيف العام        | التصنيف العام                                      | التصنيف العام | التصنيف العام |
| المتسابقة             | المتسابقة            | الفريق                                             | الوقت         |               |
| --------------------- | -------------------- | -------------------------------------------------- | ------------- | ------------- |
| 1                     | Sarah Gigante ‏       | إن إكس تي جي ريسينغ ‏                               | 7 س 57 د 33 ث |               |
| 2                     | Nienke Vinke ‏        | فريق سنويب للسيدات ‏                                | + 20 ث        |               |
| 3                     | Neve Bradbury ‏       | كانيون–إس آر إيه إم ‏                               | + 33 ث        |               |
| 4                     | أماندا سبرات         | Lidl–Trek (women's team) ‏                          | + 37 ث        |               |
| 5                     | Dominika Włodarczyk ‏ | يو أي أيه تيم ‏                                     | + 44 ث        |               |
| 6                     | Victorie Guilman ‏    | St. Michel–Preference Home–Auber93 (women's team) ‏ | + 57 ث        |               |
| 7                     | Ella Wyllie ‏         | Liv AlUla Jayco ‏                                   | + 57 ث        |               |
| 8                     | Julie Van de Velde ‏  | إن إكس تي جي ريسينغ ‏                               | + 57 ث        |               |
| 9                     | سيسيلي أوتوب لودفيغ  | FDJ–Suez ‏                                          | + 1 د 02 ث    |               |
| 10                    | Nicole Frain ‏        | فريق أستراليا لركوب الدراجات للسيدات‏               | + 1 د 02 ث    |               |
|                       |                      |                                                    |               |               |
| مصدر: ProCyclingStats |                      |                                                    |               |               |

### تصنيف النقاط
| تصنيف النقاط          | تصنيف النقاط         | تصنيف النقاط              | تصنيف النقاط | تصنيف النقاط |
| المتسابقة             | المتسابقة            | الفريق                    | النقاط       |              |
| --------------------- | -------------------- | ------------------------- | ------------ | ------------ |
| 1                     | صوفيا بيرتيزولو      | يو أي أيه تيم ‏            | 44 نقطة      |              |
| 2                     | سيسيلي أوتوب لودفيغ  | FDJ–Suez ‏                 | 43 نقطة      |              |
| 3                     | Francesca Barale ‏    | فريق سنويب للسيدات ‏       | 37 نقطة      |              |
| 4                     | ثريا بالادين         | كانيون–إس آر إيه إم ‏      | 34 نقطة      |              |
| 5                     | أماندا سبرات         | Lidl–Trek (women's team) ‏ | 33 نقطة      |              |
| 6                     | Ally Wollaston ‏      | إن إكس تي جي ريسينغ ‏      | 30 نقطة      |              |
| 7                     | Sarah Gigante ‏       | إن إكس تي جي ريسينغ ‏      | 29 نقطة      |              |
| 8                     | جورجيا بيكر          | Liv AlUla Jayco ‏          | 28 نقطة      |              |
| 9                     | Dominika Włodarczyk ‏ | يو أي أيه تيم ‏            | 27 نقطة      |              |
| 10                    | Ruby Roseman-Gannon ‏ | Liv AlUla Jayco ‏          | 23 نقطة      |              |
|                       |                      |                           |              |              |
| مصدر: ProCyclingStats |                      |                           |              |              |

### تصنيف الجبال
| تصنيف الجبال          | تصنيف الجبال        | تصنيف الجبال              | تصنيف الجبال | تصنيف الجبال |
| المتسابقة             | المتسابقة           | الفريق                    | النقاط       |              |
| --------------------- | ------------------- | ------------------------- | ------------ | ------------ |
| 1                     | Katia Ragusa ‏       | رالي سايكلنج ‏             | 37 نقطة      |              |
| 2                     | سيسيلي أوتوب لودفيغ | FDJ–Suez ‏                 | 12 نقطة      |              |
| 3                     | Sarah Gigante ‏      | إن إكس تي جي ريسينغ ‏      | 10 نقطة      |              |
| 4                     | Nienke Vinke ‏       | فريق سنويب للسيدات ‏       | 6 نقطة       |              |
| 5                     | India Grangier ‏     | تيم كوب هايتك بوردكتس ‏    | 6 نقطة       |              |
| 6                     | Sophie Edwards ‏     | Ara-Skip Capital‏          | 6 نقطة       |              |
| 7                     | ليلي وليامز         | رالي سايكلنج ‏             | 6 نقطة       |              |
| 8                     | أماندا سبرات        | Lidl–Trek (women's team) ‏ | 4 نقطة       |              |
| 9                     | روث ويندر           | رالي سايكلنج ‏             | 4 نقطة       |              |
| 10                    | Matilda Raynolds‏    | Team BridgeLane ‏          | 4 نقطة       |              |
|                       |                     |                           |              |              |
| مصدر: ProCyclingStats |                     |                           |              |              |

## تصانيف فرعية

### تصنيف أفضل شاب
| تصنيف أفضل شابة       | تصنيف أفضل شابة   | تصنيف أفضل شابة                                    | تصنيف أفضل شابة | تصنيف أفضل شابة |
| المتسابقة             | المتسابقة         | الفريق                                             | الوقت           |                 |
| --------------------- | ----------------- | -------------------------------------------------- | --------------- | --------------- |
| 1                     | Nienke Vinke ‏     | فريق سنويب للسيدات ‏                                | 7 س 57 د 53 ث   |                 |
| 2                     | Neve Bradbury ‏    | كانيون–إس آر إيه إم ‏                               | + 13 ث          |                 |
| 3                     | Ella Wyllie ‏      | Liv AlUla Jayco ‏                                   | + 37 ث          |                 |
| 4                     | Francesca Barale ‏ | فريق سنويب للسيدات ‏                                | + 45 ث          |                 |
| 5                     | Maud Oudeman ‏     | جامبو فيسما للسيدات ‏                               | + 47 ث          |                 |
| 6                     | Rosita Reijnhout ‏ | جامبو فيسما للسيدات ‏                               | + 47 ث          |                 |
| 7                     | Marion Bunel ‏     | St. Michel–Preference Home–Auber93 (women's team) ‏ | + 55 ث          |                 |
| 8                     | Ella Simpson‏      | Ara-Skip Capital‏                                   | + 1 د 04 ث      |                 |
| 9                     | Alice Towers ‏     | كانيون–إس آر إيه إم ‏                               | + 1 د 08 ث      |                 |
| 10                    | Abi Smith ‏        | فريق سنويب للسيدات ‏                                | + 1 د 38 ث      |                 |
|                       |                   |                                                    |                 |                 |
| مصدر: ProCyclingStats |                   |                                                    |                 |                 |

## وصلات خارجية
- الموقع الرسمي
- لمحة عن سباق طواف سانتوس للسيدات 2024 على موقع  ProCyclingStats   (برو  سايكلنج  ستاتس) - إحصاءات  محترفي  الدراجات.
- طواف سانتوس للسيدات 2024 على موقع إحصائيات الدراجات الإحترافية (الإنجليزية)